# Paul Guillaume (historien de l'Orléanais)
Pour les articles homonymes, voir Paul Guillaume et Guillaume.
L'abbé Paul Jean Marie Auguste Guillaume, né le 19 septembre 1885 à Orléans et mort le 6 octobre 1968 est un historien français de l'Orléanais.

## Publications
- L' Abbé Georges Boistard (1885-1965). Professeur à l'École Sainte-Croix et au Collège Stanislas, 1965
- Les Du Tillet, seigneurs de La Bussière.
- Les Aventures des imprimeurs de Sainte-Menehould graciés par Monseigneur de Paris, le jour de"« sa superbe et triomphante entrée » dans sa cathédrale d'Orléans, 1958
- Châteaux du Loiret.
- Comment visiter Orléans, 1960
- Les du Tillet seigneurs de la Bussière, 1962
- Les Ecclésiastiques français réfugiés à Munster en 1794, 1962
- Les Énigmes des tombeaux de Louis XI, à Cléry et de l'amiral Coligny, à Châtillon, 1962
- Essai sur la vie religieuse dans l'Orléanais
  - ... au 16e siècle, 1962
  - ... de 1600 à 1789, 1957
  - ... de 1789 à 1801, 1958
  - ... de 1801 à 1878, 1959
  - ... de 1878 à 1926 : Monseigneur Coullié, Monseigneur Touchet, 1967
- La Guerre de 1870 du 23 septembre au 12 novembre vue de Mer (Loir-et-Cher), 1870
- Henri II d'Orléans au congrès de la paix à Munster, éd. Société archéologique et historique de l'Orléanais, 1961
- Histoire de l'art, (cours donné à) Saint Euverte, classe de troisième
- Histoires anciennes d'Ardon, 1937
- Histoire de la commune d'Ardon, 1938, prix Juteau-Duvigneaux de l’Académie française.
- Jeanne d'Arc devant l'histoire, 1965
- Jeanne d'Arc est-elle née à Domrémy et morte à Rouen ?, 1964
- Le Loiret : châteaux, églises, Orléans, Saint-Benoît-sur-Loire, le Loiret touristique / Paul Guillaume, Robert J. Boitel, Henri Coullaud, dom J. M. Berland.
- Loiret : déportés, internés, fusillés, tués au combat.
- Le Loiret
- Marie Touchet au château du Fayet en Dauphiné.
- La Mort de François II à l'hôtel Groslot, le 6 décembre 1560 et ouverture des États-généraux d'Orléans par Charles IX le 13 décembre 1560, 1960
- Orléanais, 1959
- Orléans, ville de Jeanne d'Arc, 1959
- Orléans et sa région / présent, 1962
- Le Prince-Évêque de Münster Christophe-Bernard de Galen allié de Louis XIV, 1962
- La Procession du 8 mai à Orléans de 1429 à nos jours.
- La Sologne au cours des siècles, 1952 ; 1954
- Trois crises dans l'Orléanais de 1903 à 1910 : la séparation, le modernisme, l'intégrisme.
- Un Ménage malheureux en Sologne : la chasse et la culture divorceront-elles ?, 1936
- Une Terre qui meurt : notes sur la décroissance de la commune d'Ardon, 1936
- Pour devenir des hommes, Spes, 1936
- Reconstruire, lettres d'un aîné à un jeune, Spes, 1945
- Y a-t-il du nouveau sur Jeanne d'Arc ? Une histoire prétendue véridique, mais fantaisiste, 1966.

### Sur la Résistance
- Les Martyrs de la Résistance en Sologne, introduction d'André Mars ; préface du général Delmas, Orléans, Loddé, 1945 ; rééd. 2002.
- L'Abbé Émile Pasty prêtre et soldat..., Baule, Comité « Abbé Pasty », 1946.
- La Résistance en Sologne, Orléans, J. Loddé, 1946
- Au temps de l'héroïsme et de la trahison, Orléans, Imprimerie nouvelle, 1948 ; Orléans, Librairie Loddé, 1978 ; 1986.
- La Sologne au temps de l'héroïsme et de la trahison, Orléans, Imprimerie nouvelle, 1950

### Mémoires
- Mémoires d'un curé de campagne, 1955
- Souvenirs d'un octogénaire, 1968

## Archives
Les archives de l’abbé Guillaume se trouvent aux archives départementales du Loiret, à Orléans. L’organisation du fonds est donnée dans le tableau de la boîte déroulante ci-après.